# Calcio Foggia 1920 2021-2022
Questa voce raccoglie le informazioni riguardanti il Calcio Foggia 1920 nelle competizioni ufficiali della stagione 2021-2022.

## Stagione
La stagione 2021-2022 è per il Foggia la 43ª partecipazione nella terza serie del Campionato italiano di calcio.

## Divise e sponsor
Il 7 luglio 2021, dopo 2 anni con Macron, la società rossonera annuncia l’accordo con Zeus Sport come sponsor tecnico. A 17 giorni dall’accordo, la società raggiunge un nuovo accordo con Givova.
Il 27 Agosto, attraverso una conferenza stampa, vengono presentate le uniformi da gara per la stagione 2021/2022:
La prima è a strisce rossonere, la seconda richiama la maglia della stagione 1994/95 e infine la terza è blu a scacchi.
Gli sponsor presenti sulle divise sono:
- Sul fronte della maglia, Beretta (Viva la Mamma)  e Wüber
- Sul retro della maglia, GrandApulia e Auto Di Carlo
- Sui pantaloncini: Metaurobus
- Sulle Spalle: Avis Foggia

| Casa | Trasferta | Terza divisa |

## Rosa
Aggiornata al 22 agosto 2021.
| N. |                                 | Ruolo | Calciatore           |
| -- | ------------------------------- | ----- | -------------------- |
| 1  | Italia (bandiera)               | P     | Fabrizio Alastra     |
| 2  | Italia (bandiera)               | D     | Alessandro Garattoni |
| 3  | Italia (bandiera)               | D     | Manuel Nicoletti     |
| 4  | Italia (bandiera)               | C     | Andrea Gallo         |
| 5  | Bosnia ed Erzegovina (bandiera) | D     | Toni Markić          |
| 6  | Italia (bandiera)               | D     | Davide Di Pasquale   |
| 7  | Italia (bandiera)               | C     | Andrea Rizzo Pinna   |
| 8  | Italia (bandiera)               | C     | Michele Rocca        |
| 9  | Italia (bandiera)               | A     | Alexis Ferrante      |
| 10 | Italia (bandiera)               | A     | Alessio Curcio       |
| 11 | Albania (bandiera)              | A     | Olger Merkaj         |
| 11 | Italia (bandiera)               | A     | Pablo Vitali         |
| 12 | Italia (bandiera)               | P     | Giacomo Volpe        |
| 14 | Italia (bandiera)               | C     | Sergio Maselli       |
| 17 | Italia (bandiera)               | A     | Vittorio Vigolo      |
| 18 | Italia (bandiera)               | A     | Davide Merola        |

| N. |                      | Ruolo | Calciatore                |
| -- | -------------------- | ----- | ------------------------- |
| 19 | Italia (bandiera)    | D     | Giacomo Sciacca           |
| 20 | Italia (bandiera)    | D     | Domenico Girasole         |
| 21 | Italia (bandiera)    | C     | Vincenzo Garofalo         |
| 22 | Argentina (bandiera) | P     | Domingo Dalmasso          |
| 23 | Italia (bandiera)    | D     | Roberto Di Jenno          |
| 24 | Italia (bandiera)    | C     | Marco Ballarini           |
| 24 | Italia (bandiera)    | A     | Gianluca Turchetta        |
| 25 | Italia (bandiera)    | C     | Davide Petermann          |
| 26 | Italia (bandiera)    | C     | Filippo Tuzzo             |
| 27 | Italia (bandiera)    | D     | Pietro Martino            |
| 28 | Italia (bandiera)    | A     | Andrea Di Grazia          |
| 29 | Belgio (bandiera)    | A     | Jens Naessens             |
| 31 | Italia (bandiera)    | C     | Alessandro Di Paolantonio |
| 33 | Italia (bandiera)    | D     | Alberto Rizzo             |
| 35 | Uruguay (bandiera)   | D     | Fabrizio Buschiazzo       |
| 38 | Italia (bandiera)    | D     | Giuseppe Nicolao          |

## Calciomercato

### Sessione estiva
| Acquisti | Acquisti                 | Acquisti           | Acquisti |
| R.       | Nome                     | da                 | Modalità |
| -------- | ------------------------ | ------------------ | -------- |
| P        | Fabrizio Alastra         | Parma              | ?        |
| P        | Joaquin Domingo Dalmasso | L'Aquila           | ?        |
| P        | Giacomo Volpe            | Cremonese          | ?        |
| D        | Simone Buono             | Folgore Caratese   | ?        |
| D        | Davide Di Pasquale       | Sambenedettese     | ?        |
| D        | Alessandro Garattoni     | Juve Stabia        | ?        |
| D        | Domenico Girasole        | AZ Picerno         | ?        |
| D        | Toni Markic              | Viterbese          | ?        |
| D        | Pietro Martino           | Union Clodiense CS | ?        |
| D        | Manuel Nicoletti         | Monopoli           | ?        |
| D        | Giacomo Sciacca          | Vibonese           | ?        |
| C        | Marco Ballarini          | Udinese            | ?        |
| C        | Andrea Gallo             | Real Aversa        | ?        |
| C        | Sergio Maselli           | Lecce              | ?        |
| C        | Davide Petermann         | Cesena             | ?        |
| C        | Andrea Rizzo Pinna       | Vis Artena         | ?        |
| C        | Filippo Tuzzo            | Chievo             | ?        |
| A        | Andrea Di Grazia         | Pescara            | ?        |
| A        | Alexis Ferrante          | Ternana            | ?        |
| A        | Olger Merkaj             | Bra                | ?        |
| A        | Davide Merola            | Empoli             | ?        |
| A        | Vittorio Vigolo          | San Luca           | ?        |

| Cessioni | Cessioni | Cessioni | Cessioni |
| R.       | Nome     | a        | Modalità |
| -------- | -------- | -------- | -------- |

## Risultati

### Serie C

#### Girone di andata
| Viterbo 29 agosto 2021, ore 20:30 CEST 1ª giornata | Monterosi Tuscia | 0 – 0 referto | Foggia | Stadio Enrico Rocchi (600 spett.)\| Arbitro: \| Collu (Cagliari) \| |
| Arbitro:                                           | Collu (Cagliari) |               |        |                                                                     |

| Arbitro: | Fontani (Siena) |

|                                                    |           |           |
| Ferrante 4’ Petermann 69’ O. Merkaj 72’ Curcio 75’ | Marcatori | 53’ Ricci |

| Arbitro: | Delrio (Reggio Emilia) |

|  |           |                             |
|  | Marcatori | 42’ Tascone 61’ Santaniello |

| Arbitro: | Bitonti (Bologna) |

|                     |           |              |
| Tessiore 86’ (rig.) | Marcatori | 29’ Ferrante |

| Arbitro: | Luciani (Roma) |

|               |           |            |
| Nicoletti 64’ | Marcatori | 23’ Panico |

| Arbitro: | Feliciani (Teramo) |

|  |           |                                    |
|  | Marcatori | 31’ Curcio 62’ Ferrante 65’ Merola |

| Arbitro: | Di Cairano (Ariano Irpino) |

|                                       |           |             |
| Martino 37’ O. Merkaj 85’ Rocca 90+4’ | Marcatori | 13’ Vukušić |

| Arbitro: | Monaldi (Macerata) |

|                                           |           |  |
| Floriano 4’ Brunori 20’ Soleri 86’ (rig.) | Marcatori |  |

| Arbitro: | Cascone (Nocera Inferiore) |

|              |           |  |
| Ferrante 32’ | Marcatori |  |

| Arbitro: | Gualtieri (Asti) |

|           |           |              |
| Maita 43’ | Marcatori | 69’ Ferrante |

| Arbitro: | Saia (Palermo) |

|               |           |                     |
| Petermann 67’ | Marcatori | 18’ (rig.) Saraniti |

| Arbitro: | Costanza (Agrigento) |

|               |           |                 |
| Pitarresi 43’ | Marcatori | 56’ Di Pasquale |

| Arbitro: | Frascaro (Firenze) |

|                                     |           |  |
| Ferrante 33’ Curcio 43’ (rig.), 61’ | Marcatori |  |

| Arbitro: | Giaccaglia (Jesi) |

|             |           |                                 |
| Russini 16’ | Marcatori | 68’ Gallo 90+4’ (rig.) Ferrante |

| Arbitro: | Panettella (Gallarate) |

|             |           |              |
| Liguori 48’ | Marcatori | 22’ Ferrante |

| Arbitro: | Perenzoni (Rovereto) |

|                                                             |           |                              |
| Tuzzo 22’ Nicoletti 29’ Ferrante 38’ Curcio 44’, 81’ (rig.) | Marcatori | 50’ Bellini 58’ (rig.) Golfo |

| Arbitro: | Fontani (Siena) |

|                                |           |  |
| Vázquez 45’ Sciacca 72’ (aut.) | Marcatori |  |

| Arbitro: | Pascarella (Nocera Inferiore) |

|              |           |  |
| Ferrante 41’ | Marcatori |  |

| Arbitro: | F. Longo (Paola) |

|                  |           |                                |
| Maniero 52’, 81’ | Marcatori | 63’ Di Pasquale 90+4’ Ferrante |

#### Girone di ritorno
| Arbitro: | Cherchi (Carbonia) |

|                 |           |           |
| Rizzo Pinna 90’ | Marcatori | 60’ Adamo |

| Arbitro: | Maranesi (Ciampino) |

|                        |           |            |
| Cuppone 37’ Burzio 44’ | Marcatori | 19’ Merola |

| Arbitro: | Lovison (Padova) |

|                                   |           |              |
| Santaniello 10’, 43’ Leonetti 78’ | Marcatori | 26’ Garofalo |

| Arbitro: | Zamagni (Cesena) |

|                   |           |                                      |
| Curcio 60’ (rig.) | Marcatori | 14’ Nicolao 39’ A. Esposito 55’ Sane |

| Arbitro: | N. Marini (Trieste) |

|                                 |           |                 |
| Ceccarelli 29’ Stroppa 32’, 69’ | Marcatori | 85’ Rizzo Pinna |

| Arbitro: | Tremolada (Monza) |

|              |           |                 |
| Ferrante 61’ | Marcatori | 53’ Bonavolontà |

| Arbitro: | Angelucci (Foligno) |

|                |           |               |
| R. Russo 45+5’ | Marcatori | 73’ Turchetta |

| Arbitro: | Ricci (Firenze) |

|                                                      |           |             |
| Di Paolantonio 4’ Merola 35’ Garofalo 55’ Curcio 67’ | Marcatori | 24’ Brunori |

| Arbitro: | Delrio (Reggio Emilia) |

|  |           |               |
|  | Marcatori | 39’ Petermann |

| Arbitro: | Cascone (Nocera Inferiore) |

|                       |           |                          |
| Curcio 12’ Merola 23’ | Marcatori | 22’ Cheddira 86’ Mallamo |

| Arbitro: | Maggio (Lodi) |

|              |           |                    |
| Saraniti 51’ | Marcatori | 11’ (aut.) Granata |

| Arbitro: | Calzavara (Varese) |

|                                 |           |                           |
| Ferrante 36’, 82’ Petermann 54’ | Marcatori | 62’ Vivacqua 90+4’ Parigi |

| Arbitro: | Di Marco (Ciampino) |

|               |           |                                                  |
| Tommasini 58’ | Marcatori | 70’ Nicolao 73’ Rocca 84’ Turchetta 90+4’ Merola |

| Arbitro: | Pascarella (Nocera Inferiore) |

|                                                      |           |              |
| Merola 1’, 44’ Curcio 17’ Ferrante 25’ Petermann 39’ | Marcatori | 76’ J. Greco |

| Arbitro: | Ancora (Roma) |

|                                                      |           |                          |
| Merola 4’, 46’ Sciacca 64’ Garofalo 87’ Curcio 90+5’ | Marcatori | 19’ Bontà 45+1’ Rossetti |

| Arbitro: | Bonacina (Bergamo) |

|           |           |               |
| Spina 34’ | Marcatori | 29’ Turchetta |

| Arbitro: | Collu (Cagliari) |

|                        |           |                                                           |
| Curcio 5’ Garofalo 76’ | Marcatori | 7’, 45’ Iemmello 24’, 59’ Biasci 39’ Vandeputte 75’ Gatti |

| Arbitro: | Ubaldi (Roma) |

|                               |           |                         |
| Perez 45’ Maiorino 67’ (rig.) | Marcatori | 19’ Merola 88’ Garofalo |

| Arbitro: | Maranesi (Ciampino) |

|                      |           |  |
| Merola 7’ Curcio 54’ | Marcatori |  |

#### Play-off

##### Spareggi
| Arbitro: | Monaldi (Macerata) |

|                          |           |  |
| Di Grazia 75’ Curcio 89’ | Marcatori |  |

| Arbitro: | Tremolada (Monza) |

|          |           |                        |
| Bove 17’ | Marcatori | 56’ Merola 74’ Nicolao |

##### Fase nazionale
| Arbitro: | Giordano (Novara) |

|            |           |  |
| Curcio 90’ | Marcatori |  |

| Arbitro: | Di Graci (Como) |

|                     |           |               |
| Rada 8’ Capello 72’ | Marcatori | 53’ Petermann |

### Coppa Italia Serie C

#### Turni eliminatori
| Arbitro: | Virgilio (Trapani) |

|                         |           |  |
| O. Merkaj 5’ Merola 78’ | Marcatori |  |

| Arbitro: | Petrella (Viterbo) |

|                                 |           |  |
| Di Grazia 27’ Curcio 33’ (rig.) | Marcatori |  |

#### Fase finale
| Arbitro: | Angelucci (Foligno) |

|                     |           |                              |
| Garofalo 45+3’, 70’ | Marcatori | 33’ Bubas 57’, 79’ Di Piazza |

## Statistiche

### Statistiche di squadra
| Competizione         | Punti | In casa | In casa | In casa | In casa | In casa | In casa | In trasferta | In trasferta | In trasferta | In trasferta | In trasferta | In trasferta | Totale | Totale | Totale | Totale | Totale | Totale | DR  |
| Competizione         | Punti | G       | V       | N       | P       | Gf      | Gs      | G            | V            | N            | P            | Gf           | Gs           | G      | V      | N      | P      | Gf     | Gs     | DR  |
| -------------------- | ----- | ------- | ------- | ------- | ------- | ------- | ------- | ------------ | ------------ | ------------ | ------------ | ------------ | ------------ | ------ | ------ | ------ | ------ | ------ | ------ | --- |
| Serie C              | 54    | 18      | 10      | 5       | 3       | 40      | 26      | 18           | 3            | 10           | 5            | 22           | 25           | 36     | 13     | 15     | 8      | 62     | 51     | +11 |
| Playoff Serie C      | -     | 2       | 2       | 0       | 0       | 3       | 0       | 2            | 1            | 0            | 1            | 3            | 3            | 4      | 3      | 0      | 1      | 6      | 3      | +3  |
| Coppa Italia Serie C | -     | 3       | 2       | 0       | 1       | 6       | 3       | -            | -            | -            | -            | -            | -            | 3      | 2      | 0      | 1      | 6      | 3      | +3  |
| Totale               | -     | 23      | 14      | 5       | 4       | 49      | 29      | 20           | 4            | 10           | 6            | 25           | 28           | 43     | 18     | 15     | 10     | 74     | 57     | +17 |

### Andamento in campionato
| Giornata  | 1  | 2 | 3 | 4 | 5 | 6 | 7 | 8 | 9 | 10 | 11 | 12 | 13 | 14 | 15 | 16 | 17 | 18 | 19 | 20 | 21 | 22 | 23 | 24 | 25 | 26 | 27 | 28 | 29 | 30 | 31 | 32 | 33 | 34 | 35 | 36 | 37 | 38 |
| --------- | -- | - | - | - | - | - | - | - | - | -- | -- | -- | -- | -- | -- | -- | -- | -- | -- | -- | -- | -- | -- | -- | -- | -- | -- | -- | -- | -- | -- | -- | -- | -- | -- | -- | -- | -- |
| Luogo     | T  | C | C | T | C | T | C | T | C | T  | C  | T  | C  | T  | T  | C  | T  | C  | T  | C  | T  | T  | C  | T  | C  | T  | C  | T  | C  | T  | C  | T  | C  | C  | T  | C  | T  | C  |
| Risultato | N  | V | S | N | N | V | V | S | V | N  | N  | N  | V  | V  | N  | V  | S  | V  | N  | N  | S  | S  | S  | S  | N  | N  | V  | V  | N  | N  | V  | V  | V  | V  | N  | S  | N  | V  |
| Posizione | 11 | 2 | 6 | 6 | 9 | 5 | 3 | 6 | 3 | 3  | 4  | 6  | 4  | 8  | 7  | 5  | 8  | 6  | 7  | 8  | 8  | 8  | 8  | 9  | 10 | 11 | 9  | 8  | 8  | 8  | 8  | 7  | 7  | 7  | 7  | 7  | 7  | 7  |

Fonte:  Classifica Serie C - Girone C 2021/2022, su bat.iamcalcio.it.
Legenda:

Luogo: C = Casa; T = Trasferta. Risultato: V = Vittoria; N = Pareggio; P = Sconfitta.